# Epiblapsilon tuberculatum
Epiblapsilon tuberculatum – gatunek chrząszcza z rodziny kózkowatych i podrodziny zgrzypikowych. Jedyny przedstawiciel rodzaju Epiblapsilon.

## Zasięg występowania
Gatunek ten występuje na Nowej Kaledonii.